# Melinaea mediatrix
Melinaea mediatrix är en fjärilsart som beskrevs av Gustav Weymer 1890. Melinaea mediatrix ingår i släktet Melinaea och familjen praktfjärilar. Inga underarter finns listade i Catalogue of Life.